# ТГМ7
Тепловоз ТГМ7 — серийный советский четырёхосный маневровый тепловоз с гидропередачей.

## История
С 1974 года Людиновский тепловозостроительный завод начал производство тепловозов серии ТГМ7 для «сахалинской» или «капской колеи» — 1067 мм. Тепловозы производились до 1983 года и поставлялись на Сахалинскую железную дорогу.
Из-за сложностей с ремонтом и запасными частями устаревшие тепловозы ТГМ7 постепенно вытесняются моделями ТГМ11 и ТГМ11А, часть тепловозов была отправлена на хранение на базу запаса Тымовск.
В 2019 году в связи с перешивкой линий Сахалинского региона ДВЖД на общероссийский стандарт колеи все локомотивы ТГМ7 были списаны, на замену им на Сахалин были доставлены тепловозы ТЭМ18ДМ.
В 2022 один тепловоз ТГМ7-019 стоит в железнодорожном музее на станции Южно-Сахалинск.
До ноября 2022 г. один из тепловозов этой серии ТГМ7-017 находился в эксплуатации для перевозки путевых машин на участке Новоалександровск - Ключи. После списан и порезан в металлолом.